# لويزا يونغ
لويزا يونغ (بالإنجليزية: Louisa Young)‏ (1960، لندن في المملكة المتحدة)؛ صحفية، كاتبة للأطفال، كاتِبة وروائية بريطانية.